# Slowly: Song for Keith Jarrett
Slowly: Song for Keith Jarrett ist ein Jazzalbum von Noah Haidu, Buster Williams und Billy Hart. Die am 20. und 21. November 2020 im Studio Sear Sound in New York City entstandenen Aufnahmen erschienen am 7. Mai 2021 auf Sunnyside Records.

## Hintergrund
Der Pianist Noah Haidu arbeitete mit zwei Jazz-Veteranen, dem Bassisten Buster Williams und dem Schlagzeuger Billy Hart, um seinen Hut zu ziehen und einer der größten Gestalten des Jazz, dem Pianisten Keith Jarrett, eine tiefe Verbeugung zu machen, notierte Dan McClenaghan. Das Trio spielte Kompositionen von Haidu, zwei weitere, die Billy Hart beisteuerte, eine weitere von Buster Williams sowie eine Jarrett-Komposition und einige Jazzstandards, für die Jarrett wohl am bekanntesten war durch seine jahrzehntelange Arbeit mit seinem Standards Trio. Aufgenommen wurde das Album zwischen den Lockdowns in Folge der COVID-19-Pandemie in den Vereinigten Staaten im Herbst 2020, Haidu erklärte, dass der Fokus des Albums auf Jarretts Ankündigung zurückzuführen war, dass er sich von der Bühne zurückziehen würde.

## Titelliste
- Noah Haidu ft. Buster Williams, Billy Hart: Slowly: Song for Keith Jarrett (Sunnyside Records SSC 1596)[3]

1. Air Dancing (Buster Williams) 10:38
2. Duchess (Billy Hart) 9:14
3. What a Difference a Day Makes (María Grever) 10:08
4. Rainbow / Keith Jarrett (Noah Haidu / Keith Jarrett) 12:32
5. Georgia (Hoagy Carmichael) 7:33
6. Slowly (Haidu) 5:36
7. Lorca (Hart) 10:24
8. But Beautiful (Johnny Burke, Jimmy Van Heusen) 9:51

## Rezeption

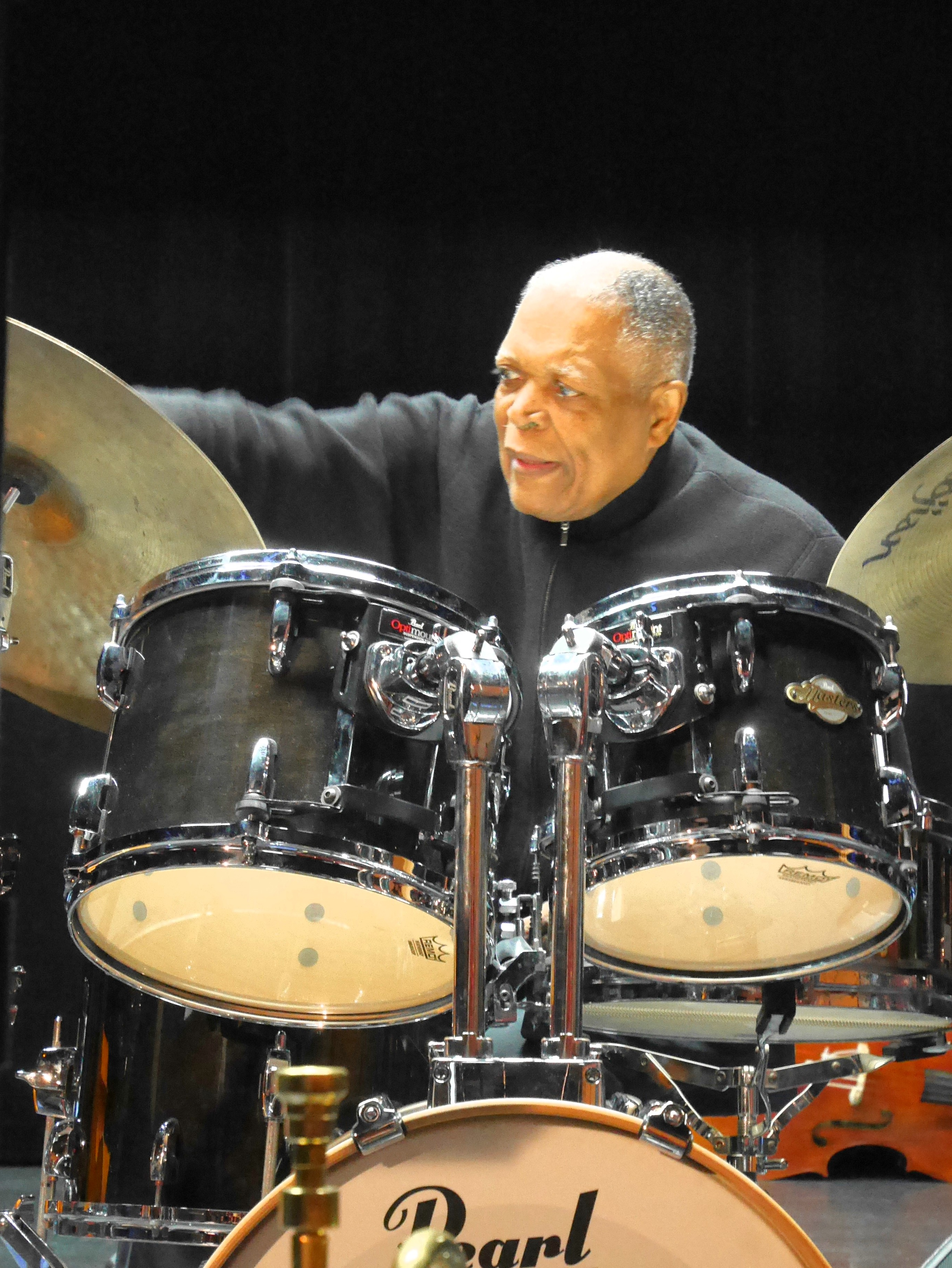
Billy Hart bei einem Auftritt in Nizza mit The Cookers 2016

Nach Ansicht von Dan McClenaghan, der das Album in All About Jazz zu den besten Alben des Jahres zählte, versucht dieses Trio nicht, den unverwechselbaren Ansatz von Jarretts Standards Trio nachzuahmen. Dies sei eher eine Feier des Geistes dieser langjährigen und einflussreichen Gruppe, wunderschön gemacht.
Jackson Sinnenberg meinte einschränkend in JazzTimes, alle Elemente – Musiker, Kompositionen, Emotionen und Klangfarben – swingen durchweg gut mit, aber irgendwie fühle sich dies immer ein bisschen komisch an. Jarrett sagte seinem Publikum routinemäßig, dass er nur ihretwegen in der Lage war, eine solche Leistung auf der Bühne hervorzurufen; dies gelte insbesondere für die Live-Aufnahmen des Standards Trio, da die Intensität mit der Freude des Publikums steige. Ohne diese lebendige Energie und zweifellos verbunden mit dem Dämpfer von COVID-19 könne dieses Album jedoch kein höheres Potenzial erreichen.
Mike Collins schrieb in London Jazz News, Haidus Spiel sei konsequent besinnlich und bedacht. Raum, akkordische Bewegungen und rhythmische Phrasen werden ebenso verwendet, um Schwung und Spannung aufzubauen ebenso wie Stürme von Tönen. Auch würden die schnörkellosen Arrangements und die Qualität der Kommunikation der Aufnahme eine ergreifende Unmittelbarkeit verleihen.